# Ghostbusters: Spirits Unleashed
Ghostbusters: Spirits Unleashed är ett datorspel utvecklad och utgiven av IllFonic som släpptes 2022 till Microsoft Windows, Playstation 4, Playstation 5, Xbox One, Xbox Series X och Series S. En Nintendo Switch-version planeras att släppas 2023 med titeln Ghostbusters: Spirits Unleashed - Ecto Edition. Spelet är baserad på filmserien Ghostbusters där spelaren kan spela som en spökjägare eller ett spöke.
[uppföljning saknas]

## Spelupplägg
Ghostbusters: Spirits Unleashed är ett lagbaserat spel där en grupp spelare styr som medlemmar i Ghostbusters som ska fånga spöken med hjälp av utrustning medan en spelare styr som ett ensamt spöke som har övernaturliga krafter ska terrorisera civila i en nivå.

## Utveckling och utgivning
Spelet är utvecklad av IllFonic som har tidigare utvecklat Friday the 13th: The Game och Predator: Hunting Grounds som är också baserad på sina respektive filmer. Ghostbusters: Spirits Unleashed utannonserades i mars 2022 och släpptes 18 oktober 2022 på Epic Games Store för Microsoft Windows och till spelkonsolerna Playstation 4, Playstation 5, Xbox One, Xbox Series X och Series S.
I spelet återvänder Ernie Hudson i rollen som Winston Zeddemore liksom Dan Aykroyd som Ray Stantz.

## Mottagande
Ghostbusters: Spirits Unleashed mottogs av blandade recensioner från spelkritiker enligt webbplatsen Metacritic.